# LaMelo Ball

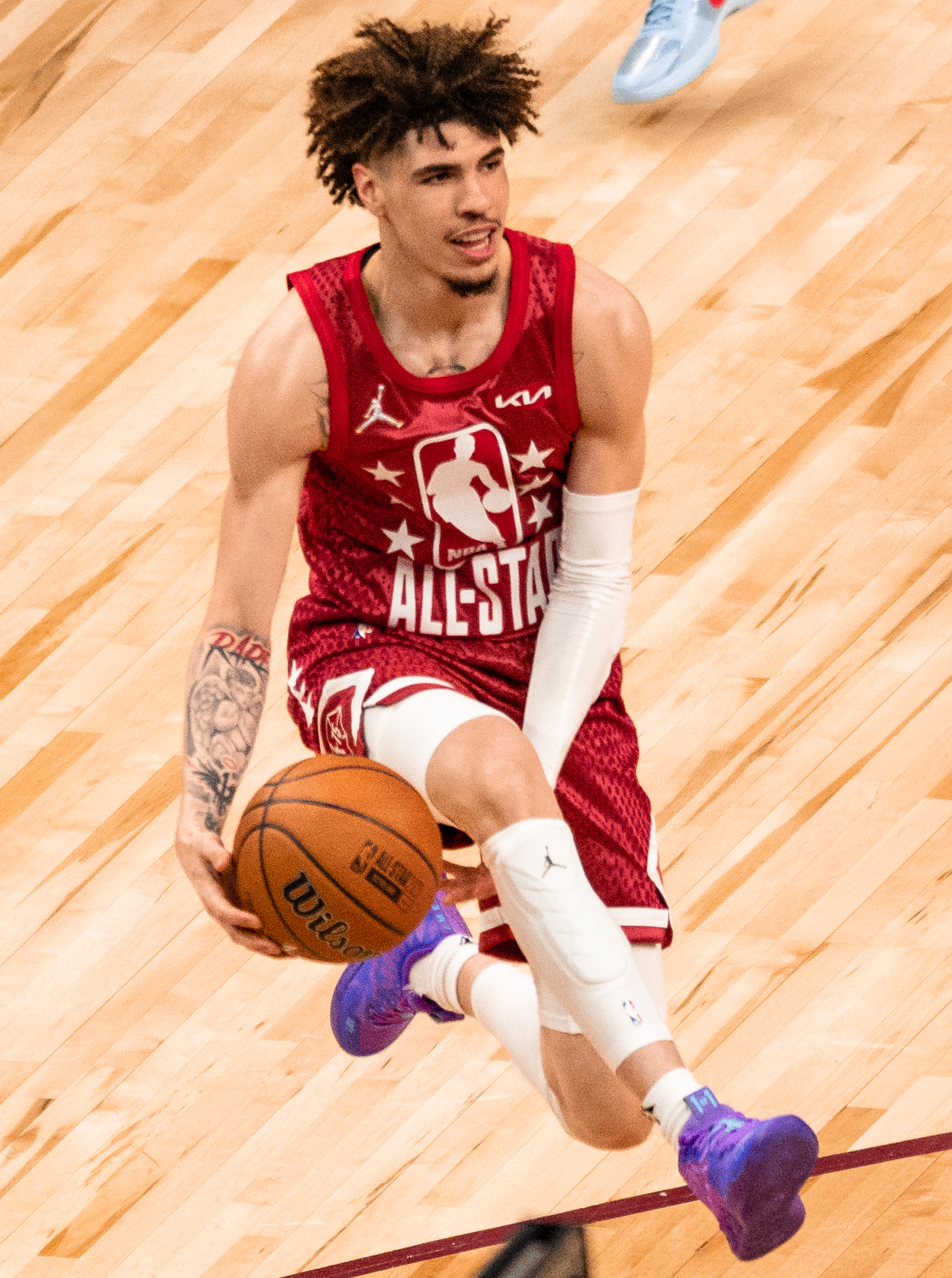
LaMelo Ball, 2022.

LaMelo LaFrance Ball, född 22 augusti 2001 i Anaheim i Kalifornien, är en amerikansk professionell basketspelare (PG) som spelar för Charlotte Hornets i National Basketball Association (NBA).
Han vann NBA Rookie of the Year Award för säsongen 2020–2021.
Ball draftades av Charlotte Hornets i första rundan i 2020 års draft som tredje spelare totalt.
Han är bror till Lonzo Ball.